# St. Laurentius (Weiher)

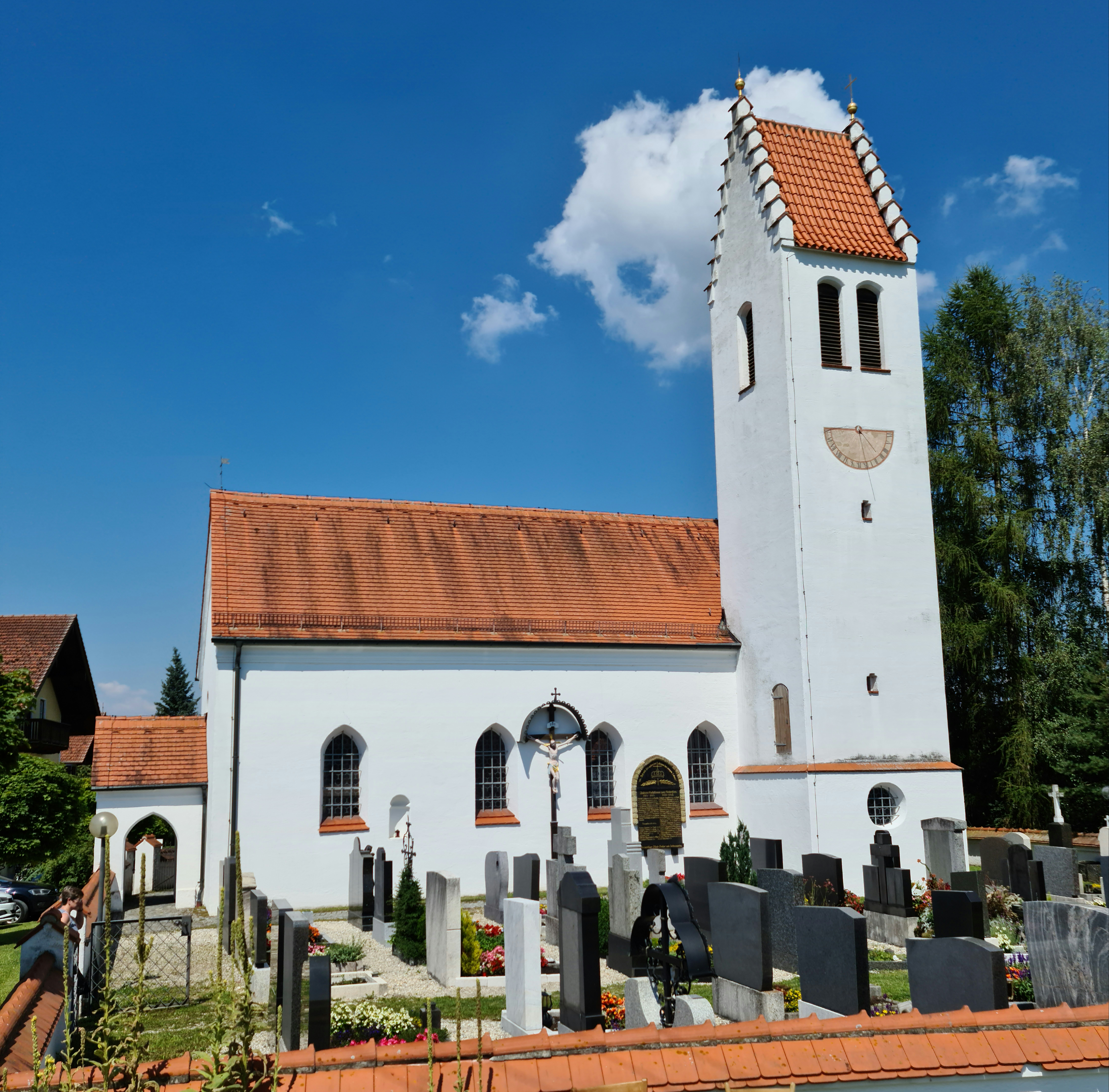
St. Laurentius in Weiher

Innenansicht

Die römisch-katholische Filialkirche St. Laurentius steht in Weiher, einem Gemeindeteil des Marktes Isen im oberbayerischen Landkreis Erding. Sie ist in der Liste der Baudenkmäler in Isen unter der Nummer D-1-77-123-63 eingetragen. Die Kirche gehört zum Dekanat Erding des Erzbistums München und Freising.

## Beschreibung
Die gotische Saalkirche wurde am Anfang des 16. Jahrhunderts erbaut. Sie besteht aus dem Langhaus, dem eingezogenen Chor mit Fünfachtelschluss im Osten, der Sakristei an der Nordwand und dem Chorflankenturm mit einem Satteldach zwischen Staffelgiebeln an der Südwand des Chors. Das Langhaus wurde um 1900 nach Westen um ein Joch verlängert und ein zum Portal führender Vorbau angebaut. 
Der Innenraum ist durchgehend mit Netzgewölben überspannt. Die drei um 1750/60 gebauten Altäre werden Matthias Fackler zugeschrieben.
Die Orgel erbaute 1898 Franz Borgias Maerz.